# اندرسون پاتریک آگویار اولیوریا
اندرسون پاتریک آگویار اولیوریا (انگلیسی: Anderson Patric Aguiar Oliveira؛ زادهٔ ۲۶ اکتبر ۱۹۸۷) یک بازیکن فوتبال اهل برزیل است.
وی سابقه بازی در تیم‌های واسکو دوگاما، کاوازاکی فرونتال، ونتفورت کوفو، فورتالزا، سانفریس هیروشیما و گامبا اوساکا را در کارنامه دارد.